# تيسير الجاسم

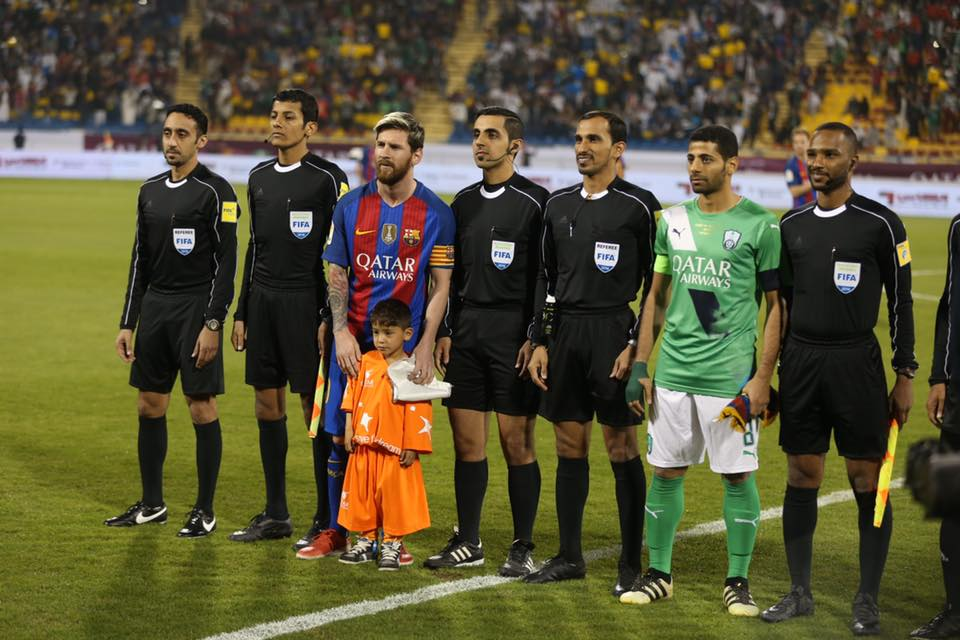
تيسير الجاسم لاعب نادي الأهلي السعودي مع ليونيل ميسي في مباراة ودية

تيسير جابر الجاسم لاعب كرة قدم سعودي سابق ونائب رئيس مجلس إدارة النادي الأهلي سابقًا من مواليد 25 يوليو 1984 بالمنطقة الشرقية في محافظة الأحساء وبالتحديد في قرية بني معن. لعب لنادي الأهلي السعودي و نادي الوحدة في فترة بسيطة والمنتخب السعودي، دخل نادي فيفا المئوي عام 2015 في المبارة الودية التي جمعت المنتخب السعودي و نظيره المنتخب الأردني .

## الحياة الشخصية
هو من قرية بني معن في الأحساء و هو شقيق اللاعب السابق مسفر الجاسم.

## بداياته
بداية تيسير مع النجومية كانت مع فريق الحارة في نادي «معن» في محافظة الأحساء حيث برز مع فريق الصغار وكان عمره 11 سنة فتم استدعاؤه للعب مع فريق الكبار، وبعدها انتقل إلى نادي نادي هجر.

### احترافه خارجيًا
أُعير لنادي الغرافة القطري عام 2007 وأحرز هدفاً في مرمى نادي الوكرة في ربع نهائي بطولة كأس أمير قطر عام 2007، قبل أن يخسر الغرافة أمام نادي السد في الدور نصف النهائي، ويعود بعد ذلك لناديه الأصلي الأهلي السعودي.
في عام 2009 أُعير لنادي قطر للمشاركة في كأس أمير دولة قطر وسجل معه هدفًا.
لعب في نهاية مشواره الكروي مع نادي النصر الكويتي .

## إنجازاته مع النادي الأهلي
ساعد تيسير الجاسم النادي الأهلي في الحصول على كأس الأمير فيصل بن فهد وكأس ولي العهد السعودي عام 2007 بعد تسجيله هدفًا في المباراة النهائية على نادي الاتحاد السعودي.
كما حقق مع فريقه كأس الخليج للأندية أمام نادي النصر السعودي وحقق في مسيرته مع الأهلي بمختلف الفئات 18 لقبًا. كان له دور فعّال أيضاً في مشاركته مع الأهلي في دوري أبطال آسيا لعام 2005،
فاز ببطولة كأس الملك للأبطال عام 2011 بعد تغلب النادي الأهلي على منافسه التقليدي نادي الاتحاد. وقاد النادي الأهلي بالفوز في دوري عبد اللطيف جميل بعد غياب دام طويلاً.

## إنجازاته مع المنتخب السعودي

### ألعاب التضامن الإسلامي 2005
تواجد تيسير الجاسم ضمن قائمة المنتخب السعودي في دورة ألعاب التضامن الإسلامي 2005 وشارك في مباراتي اليمن وفلسطين ضمن دور المجموعات وساهم بصناعة هدف قبل أن يتعرض للإصابة ويغيب عن باقي مباريات الدورة. يُذكر بأن المنتخب السعودي نال الميدالية الذهبية بعد فوزه بنهائي الدورة على المنتخب المغربي.

### دورة سنغافورة الآسيوية 2007
شارك مع المنتخب السعودي في دورة سنغافورة الآسيوية وهي دورة دولية أٌقيمت في جمهورية سنغافورة إستعدادًا لكأس أمم آسيا 2007 بمشاركة المنتخب السنغافوري ومنتخب كوريا الشمالية ومنتخب عُمان وحقق المركز الأول وكأس البطولة مع المنتخب السعودي.

### كأس أمم آسيا 2007
شارك مع المنتخب السعودي في كأس أمم آسيا 2007 كلاعب أساسي وقدّم في تلك البطولة مستوى أشاد به الجميع، حيث سجل هدفين في مرمى منتخب البحرين لكرة القدم. وكان من شباب المنتخب في تلك البطولة الذي وصل إلى النهائي أمام منتخب العراق لكرة القدم وكان يشكل رباعي رهيب مع مالك معاذ، ياسر القحطاني، وعبد الرحمن القحطاني.

### كأس الخليج 2009
شارك تيسير مع منتخب بلاده في كأس الخليج 2009 والتي أقيمت في سلطنة عمان، وقدّم كعادته مستوى رائع إلا أنه أضاع ضربة جزاء في المباراة النهائية أما المنتخب العماني مما جعل اللقب يذهب لعمان لأول مرة في تاريخ البطولة، وبعدها هبط مستوى تيسير بشكل مثير للغاية. إلا أنه استعاد مستواه في تصفيات كأس العالم 2010.

### كأس العالم 2018
في يونيو عام 2018، تم اختيار تيسير الجاسم وضمه إلى التشكيلة النهائية للمنتخب السعودي والمُشاركة بمونديال كأس العالم 2018 في روسيا.

## الاحصائيات

### المنتخب
حتى آخر مشاركة في 20 يونيو 2018
| السعودية | السعودية | السعودية |
| السنة    | الظهور   | الأهداف  |
| -------- | -------- | -------- |
| 2004     | 1        | 0        |
| 2005     | 13       | 0        |
| 2006     | 4        | 0        |
| 2007     | 14       | 5        |
| 2008     | 3        | 0        |
| 2009     | 16       | 1        |
| 2010     | 9        | 1        |
| 2011     | 13       | 1        |
| 2012     | 4        | 0        |
| 2013     | 9        | 1        |
| 2014     | 11       | 1        |
| 2015     | 9        | 3        |
| 2016     | 8        | 4        |
| 2017     | 9        | 0        |
| 2018     | 11       | 2        |
| المجموع  | 133      | 19       |

### أهدافه الدولية
| #  | التاريخ        | المنشأة الرياضية                             | المنافس                  | الهدف | النتيجة | المناسبة/البطولة                  |
| -- | -------------- | -------------------------------------------- | ------------------------ | ----- | ------- | --------------------------------- |
| 1  | 27 يونيو 2007  | كالانغ، سنغاوفرة                             | سنغافورة                 | 2–0   | 2–1     | مباراة ودية                       |
| 2  | 18 يوليو 2007  | فلمبان، إندونيسيا                            | البحرين                  | 3–0   | 4–0     | كأس آسيا 2007                     |
| 3  | 18 يوليو 2007  | فلمبان، إندونيسيا                            | البحرين                  | 4–0   | 4–0     | كأس آسيا 2007                     |
| 4  | 2 نوفمبر 2007  | الرياض، السعودية                             | ناميبيا                  | 1–0   | 1–0     | مباراة ودية دولية                 |
| 5  | 9 نوفمبر 2007  | جدة، السعودية                                | إستونيا                  | 1–0   | 2–0     | مباراة ودية دولية                 |
| 6  | 26 مايو 2009   | الدوحة، قطر                                  | قطر                      | 1–0   | 1–2     | مباراة ودية دولية                 |
| 7  | 9 أكتوبر 2010  | جدة، السعودية                                | أوزبكستان                | 3–0   | 4–0     | مباراة ودية دولية                 |
| 8  | 9 يناير 2011   | الريان، قطر                                  | سوريا                    | 1–1   | 1–2     | كأس آسيا 2011                     |
| 9  | 15 نوفمبر 2013 | الدمام، السعودية                             | العراق                   | 1–0   | 2–1     | تصفيات كأس آسيا 2015              |
| 10 | 8 سبتمبر 2014  | لندن، إنجلترا                                | أستراليا                 | 2–3   | 2–3     | مباراة ودية دولية                 |
| 11 | 3 سبتمبر 2015  | جدة، السعودية                                | تيمور الشرقية            | 5–0   | 7–0     | تصفيات كأس العالم لكرة القدم 2018 |
| 12 | 8 سبتمبر 2015  | شاه عالم، ماليزيا                            | ماليزيا                  | 1–1   | 3–0     | تصفيات كأس العالم لكرة القدم 2018 |
| 13 | 17 نوفمبر 2015 | ديلي، تيمور الشرقية                          | تيمور الشرقية            | 7–0   | 10–0    | تصفيات كأس العالم لكرة القدم 2018 |
| 14 | 24 مارس 2016   | جدة، السعودية                                | ماليزيا                  | 2–0   | 2–0     | تصفيات كأس العالم لكرة القدم 2018 |
| 15 | 29 مارس 2016   | أبوظبي، الإمارات العربية المتحدة             | الإمارات العربية المتحدة | 1–0   | 1–1     | تصفيات كأس العالم لكرة القدم 2018 |
| 16 | 24 أغسطس 2016  | الدوحة، قطر                                  | لاوس                     | 1–0   | 4–0     | مباراة ودية دولية                 |
| 17 | 6 أكتوبر 2016  | جدة، السعودية                                | أستراليا                 | 1–0   | 2–2     | تصفيات كأس العالم لكرة القدم 2018 |
| 18 | 26 فبراير 2018 | مدينة الملك عبد الله الرياضية، جدة، السعودية | مولدوفا                  | 2–0   | 3–0     | ودية                              |
| 19 | 8 يونيو 2018   | إستاد باي أرينا، ليفركوزن، ألمانيا           | ألمانيا الغربية          | 1–2   | 2–1     | ودية                              |

## بطولاته

### النادي الأهلي
- كأس السوبر السعودي:
  - البطل (1): 2016
- دوري المحترفين السعودي:
  - البطل (1): 2015–16
- كأس خادم الحرمين الشريفين:
  - البطل (3): 2011، 2012، 2016.
- كأس ولي العهد السعودي:
  - البطل (3): 2001 2007، 2015.
- كأس الأمير فيصل بن فهد
  - البطل (3): 2001، 2002، 2007
- كأس الخليج للأندية
  - البطل (2): 2002، 2008
- كأس العرب للأندية الأبطال
  - البطل (1): 2003
- دورة الصداقة الدولية لكرة القدم
  - البطل (2): 2001، 2002

### بطولات أخرى
- الدوري السعودي لدرجة الشباب
  - البطل (1): 2002-03
- دورة سنغافورة الآسيوية الدولية
  - البطل (1): 2007
- كأس الجزيرة الدولية
  - البطل (1): 2013

### المنتخب السعودي
- الفوز بدورة ألعاب التضامن الإسلامي 2005
- كأس آسيا الوصيف: 2007
- كأس الخليج الوصيف: 2009، 2014
- المشاركة في كأس العالم 2018

### الفردية
- أفضل لاعب كرة قدم في المملكة العربية السعودية: 2012
- لاعب الأهلي لعام: 2011-12، 2013-14
- أفضل لاعب وسط سعودي: 2011-12
- إختارته مجلة الحدث اللبنانية كرابع أفضل لاعب عربي بالعالم 2013
- دخول نادي الفيفا المئوي: 2015
- رابع أكثر من صنع أهداف في تاريخ الدوري السعودي للمحترفين
- جائزة إليانز لأفضل هدف بدور المجموعات في دوري أبطال آسيا 2018
- هداف اللاعبين المحليين في النادي الأهلي في دوري أبطال آسيا
- ثامن هدافي النادي الأهلي تاريخيًأ في جميع المسابقات

## مساهماته التهديفية
ساهم تيسير الجاسم في مسيرته الكروية مع النادي الأهلي والمنتخب السعودي بـ177 هدف، توزيعها كالتالي:
| مع                        | الأهداف | الصناعة | المجموع |
| ------------------------- | ------- | ------- | ------- |
| النادي الأهلي             | 64      | 67      | 131     |
| منتخب السعودية لكرة القدم | 19      | 27      | 46      |
| المجموع                   | 83      | 94      | 177     |

## روابط خارجية
- تيسير الجاسم على موقع الاتحاد الدولي (مؤرشف)  (الإنجليزية)
- تيسير الجاسم على موقع قاعدة بيانات كرة القدم.إي يو (الإنجليزية)
- تيسير الجاسم على موقع ناشيونال فوتبول تيمز (الإنجليزية)
- تيسير الجاسم على موقع Soccerway.com (الإنجليزية)

## هوامش
1. ↑  Malaysia's home match was awarded as a 3–0 win to Saudi Arabia after game was abandoned due to crowd violence.[3]